# Bund Westdeutscher Kommunisten
Der Bund Westdeutscher Kommunisten (BWK) war von 1980 bis 1995 eine kommunistische Kleinpartei (eine der sogenannten K-Gruppen) in der Bundesrepublik Deutschland.

## Geschichte
Der BWK wurde 1980 von ca. 600 Mitgliedern des Kommunistischen Bunds Westdeutschland (KBW) um Martin Fochler gegründet, die sich vom KBW abspalteten und erhebliche Teile von dessen Infrastruktur mitnahmen. Weitere bekannte Zentralkomitee-Mitglieder waren Jörg Detjen (Geschäftsführer des ZK von 1980 bis 1995) und Christoph Cornides (seit Anfang der 1990er Jahre Mitglied von PDS bzw. Die Linke, Stand 2024 Mitarbeiter der Bundestagsabgeordneten Gökay Akbulut). Der BWK nahm für sich in Anspruch, allein noch hinter dem Programm des KBW von 1973 zu stehen und die revolutionäre Tradition des KBW fortzusetzen.
Zentralorgan war die vom ZK des BWK im Verlag GNN m.b.H. (Gesellschaft für Nachrichtenerfassung und Nachrichtenverbreitung mit Sitz in Köln, später Schkeuditz bei Leipzig) herausgegebene Zeitschrift Politische Berichte, die ab 13. Oktober 1980 vierzehntäglich erschien. In der Redaktion zeichneten anfangs Wolfgang Müller, Christiane Schneider und Ulrich Grothus verantwortlich. Zu den Publikationen der GNN zählten auch das Magazin Geheim, das Angehörigen Info von Personen aus dem Umfeld der Rote Armee Fraktion (RAF) und der Kurdistan Brief, an dem auch Anhänger der Arbeiterpartei Kurdistans (PKK) mitwirkten.
Der BWK beteiligte sich mit nur geringem Erfolg an mehreren Wahlen. Ab 1981 engagierten sich BWK-Mitglieder in der bis dahin von der KPD/ML beeinflussten Volksfront. In der zweiten Hälfte der 1980er Jahre verhandelte der BWK mit der Vereinigten Sozialistischen Partei (VSP) über eine Vereinigung beider Organisationen. Diese scheiterte wegen unterschiedlicher Einschätzungen über die Ereignisse in Mittel- und Osteuropa, die Wende 1989 in der DDR und zum Feminismus; zu beidem nahm der BWK im Gegensatz zur VSP eine ablehnende bzw. kritische Haltung ein. Er wandte sich stärker politisch nahestehenden Organisationen wie der DKP und der PDS zu. Bis 1994 hatte der BWK Landesverbände in neun Bundesländern.
Auf der 15. ordentlichen Delegiertenkonferenz am 4./5. März 1995 in Köln beschloss der BWK seine Selbstauflösung als politische Partei. Zugleich wurde eine politische Vereinigung ohne Parteienstatus „Bund Westdeutscher Kommunisten - Bundeskonferenz“ gegründet. Die Mitglieder arbeiteten anfangs in einer Arbeitsgemeinschaft Bund Westdeutscher Kommunisten in und bei der PDS (später Forum Kommunistischer Arbeitsgemeinschaften), die Ende 2007 aufgelöst wurde. Ehemalige BWK-Mitglieder sind seit Anfang 2008 in der Bundesarbeitsgemeinschaft Konkrete Demokratie - Soziale Befreiung der Partei Die Linke organisiert.

## Wahlen
Der BWK nahm an folgenden Bundestags- und Landtagswahlen teil:
- 1982 Landtagswahl in Niedersachsen 80 Stimmen (0,0 %).
- 1982 Landtagswahl in Bayern 413 Stimmen (0,0 %). Wahlkreis Oberbayern mit vier Bewerbern.
- 1983 Bundestagswahl 2.129 (0,0 %). Der BWK war jedoch nur in drei Bundesländern (Niedersachsen, Baden-Württemberg und Bayern) mit einer "offenen Liste" in Absprache mit der KPD/ML angetreten.
- 1986 Bürgerschaftswahl in Hamburg 198 Stimmen (0,0 %).